# دوران عاشقی
دوران عاشقی فیلمی به کارگردانی و تهیه‌کنندگی علیرضا رئیسیان و نویسندگی رؤیا محقق محصول سال ۱۳۹۳ ایران است.

## خلاصه داستان
دوران عاشقی یک درام خانوادگی است که در یک بستر اجتماعی روز اتفاق می‌افتد.
فیلم دربارهٔ زندگی یک زن وکیل به نام بیتا (لیلا حاتمی) است که در کار خود تبحر دارد و بیشتر پرونده‌های مربوط به طلاق را قبول می‌کند. همسر او حمید (شهاب حسینی) در یک شرکت بزرگ کار می‌کند و به واسطه شغلش با میترا (مینا وحید) که به تازگی از خارج آمده آشنا می‌شود و با او عقد می‌کند. میترا از حمید باردار شده، اما حمید این مسئله را نمی‌پذیرد و معتقد است که مدتهاست که عمل وازکتومی انجام داده و همه چیز را انکار می‌کند. دایی میترا که از اعتبار و قدرت زیادی برخوردار است از جریان مطلع شده و حمید را تهدید می‌کند که باید همسرش را طلاق و با میترا به زندگی ادامه بدهد و برای تحت فشار قرار دادن حمید میترا را به بیتا معرفی می‌کند تا وکالت او را بر عهده بگیرد. بیتا از این جریان مطلع می‌شود و پرونده را نمی‌پذیرد؛ حمید هم منتظر تصمیم بیتا برای ادامه زندگی است.

## بازیگران
| بازیگر         | نقش        | توضیحات    |
| -------------- | ---------- | ---------- |
| لیلا حاتمی     | بیتا       |            |
| شهاب حسینی     | حمید       |            |
| فرهاد اصلانی   | زندی       | دایی میترا |
| مینا وحید      | میترا فانی |            |
| پرویز پورحسینی | پدر بیتا   |            |
| بیتا فرهی      | مادر میترا |            |
| نسیم ادبی      | همسر زندی  |            |
| سوگل قلاتیان   | زهره       |            |
| داریوش فائزی   | مرد مطلقه  |            |
| سعید داخ       | وکیل زندی  |            |
| لیلی فرهادپور  | مادر بیتا  |            |

## جوایز

### داخلی
- سی و سومین جشنواره فیلم فجر

| قسمت                       | نامزد          | نتیجه    | جایزه        |
| -------------------------- | -------------- | -------- | ------------ |
| بهترین فیلم                | علیرضا رئیسیان | نامزدشده |              |
| بهترین کارگردانی           | علیرضا رئیسیان | نامزدشده |              |
| بهترین بازیگر نقش اول مرد  | شهاب حسینی     | نامزدشده |              |
| بهترین بازیگر نقش اول زن   | لیلا حاتمی     | نامزدشده |              |
| بهترین بازیگر نقش مکمل مرد | فرهاد اصلانی   | نامزدشده |              |
| بهترین فیلمبرداری          | علیرضا برازنده | برنده    | سیمرغ بلورین |
| بهترین فیلمنامه            | رؤیا محقق      | برنده    | سیمرغ بلورین |
| بهترین موسیقی متن          | ستار اورکی     | نامزدشده |              |
| بهترین تدوین               | هایده صفی یاری | نامزدشده |              |
| بهترین طراحی صحنه و لباس   | مجید میرفخرایی | نامزدشده |              |

- شانزدهمین جشن دنیای تصویر
- علیرضا رییسیان (کاندید تندیس حافظ بهترین فیلم)
- لیلا حاتمی (کاندید تندیس حافظ بهترین بازیگر زن سینما)
- علیرضا برازنده (کاندید تندیس حافظ بهترین فیلمبرداری)
- ستار اورکی (کاندید تندیس حافظ بهترین موسیقی فیلم)
- علیرضا رییسیان (برنده تندیس حافظ بهترین کارگردانی)
- فرهاد اصلانی (برنده تندیس حافظ بهترین بازیگر مرد سینما)
- جشنواره فیلم شهر
- تندیس ویژه هیپت داوران برای بهترین بازیگر مرد فرهاد اصلانی
- نامزد بهترین کارگردانی علیرضا رئیسیان
- نامزد بهترین فیلمنامه، رؤیا محقق
- نامزد بهترین فیلم علیرضا رئیسیان

### بین‌المللی
- برنده جایزه فیلم منتخب جشنواره بین‌المللی فیلم مونترآل